# لاري ساندرز (سياسي)
لاري ساندرز (بالإنجليزية: Larry Sanders)‏ هو سياسي أمريكي وبريطاني، ولد في 25 أبريل 1934 في بروكلين في الولايات المتحدة. حزبياً، نشط في حزب العمال ( – 2001) وحزب الخضر في إنجلترا وويلز.